# Constans Pontin

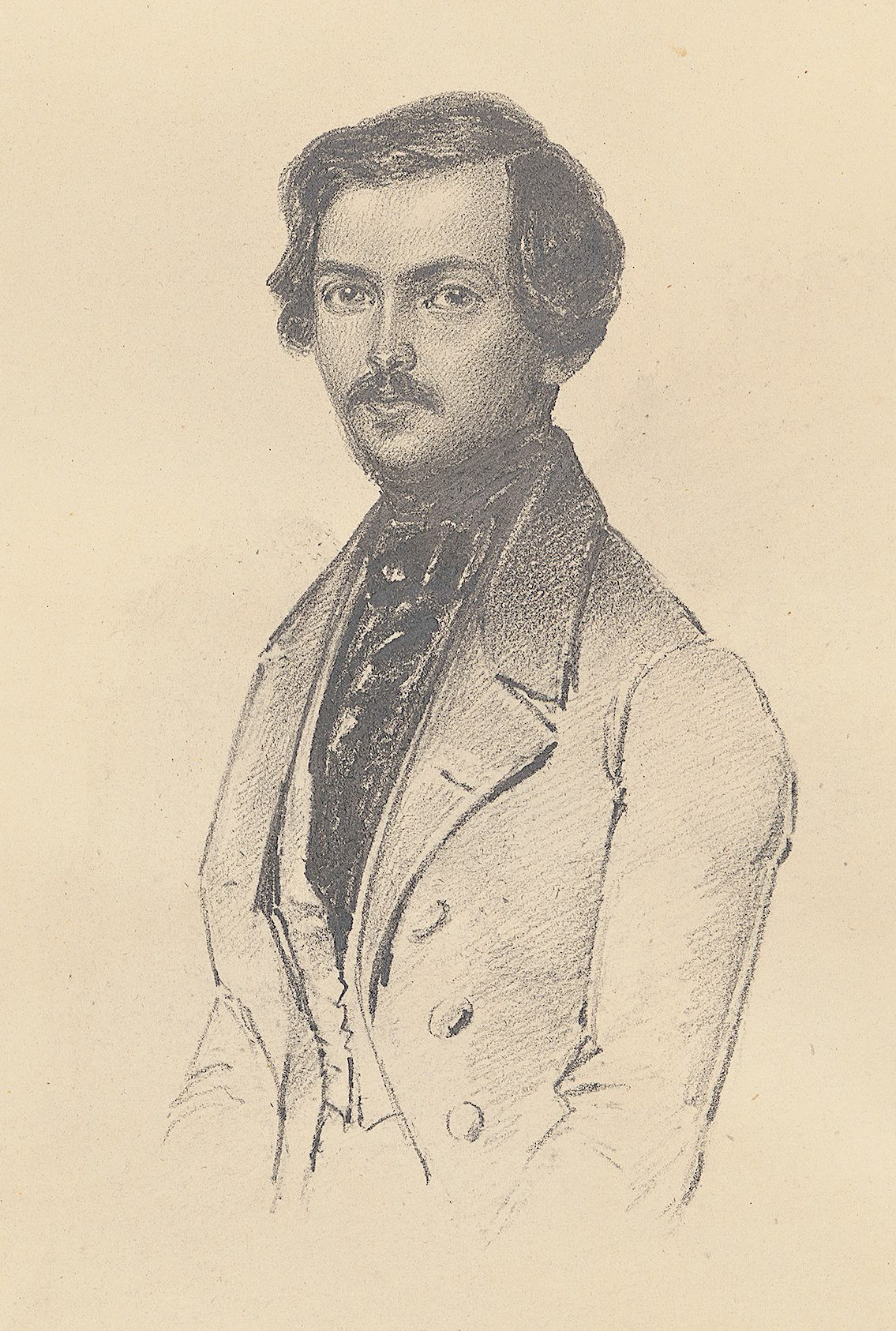
Constans Pontin (Zeichnung von Maria Röhl, 1842)

Magnus Erik Constans af Pontin (* 23. April 1819 in Stockholm; † 30. September 1852 in Kalmar) war ein schwedischer Schriftsteller, Publizist und Jurist. Während seine literarischen Schriften der Romantik verpflichtet waren, ließ er in Streitschriften und journalistischen Arbeiten eine konservative und royalistische Haltung erkennen. Als verdienstvoll wird sein Engagement für die schwedischen Juden und die schwedische Arbeiterschaft angesehen.

## Leben

### Frühe Jahre
Constans Pontin kam in Stockholm als Sohn des Chemikers und Mediziners Magnus Martin Pontin zur Welt, der ab 1809 Leibarzt des schwedischen Königs Karl XIII. war und 1817 geadelt wurde. Nach seinem Abitur nahm Constans Pontin 1836 in Uppsala ein Studium der Rechtswissenschaft auf. In der Universitätsstadt gefiel er sich in der Rolle des stets wohlgekleideten Dandys, der sich mit exzentrischem Stil und aristokratischem Klassenbewusstsein von den übrigen Studenten abgrenzte. Die inszenierte Andersartigkeit, die ihm einige Feinde eintrug, hatte auch politische Implikationen, denn die liberale Kritik der Studentenschaft an der konservativen Sozialpolitik des Königs Karl XIV. Johann teilte er ausdrücklich nicht. Allgemeine Anerkennung gewann er 1839 bis 1840 durch die Übersetzung der ersten drei Teile von Alexis de Tocquevilles Werk De la démocratie en Amérique (Über die Demokratie in Amerika), das in jenen Jahren die Lieblingslektüre des schwedischen Kronprinzen Oskar war. Karl XIV. Johann belohnte Pontin für seine Arbeit mit dem Titel eines Kammerjunkers, wodurch er als 20-jähriger Student einen höheren Rang einnahm als alle Professoren seiner Universität.
Nach dem Studium kehrte Pontin in seine Heimatstadt Stockholm zurück, wo er zunächst untergeordnete Stellungen an Gerichten, unter anderem am Svea hovrätt, bekleidete. Früh desillusioniert von der Routinearbeit, der ineffektiven Bürokratie und den schlechten Aufstiegschancen schrieb er eine 1846 publizierte Schmähschrift über den Beamtenstand.

### Belletristische Produktion ab 1846
Im gleichen Jahr begann er seine schmale belletristische Produktion mit Reisebüchern. In Förr och nu i Vadstena (Damals und heute in Vadstena) beklagt er angesichts des stark beschädigten Schlosses in dem kleinen Ort am Vättern die zeitgenössische Missachtung adeliger Traditionen und Werte. Daneben beschäftigt er sich in dem Büchlein mit dem zu dieser Zeit lebhaft rezipierten Brief der Nonne Ingrid Persdotter, die angeblich im Spätmittelalter gelebt hatte. Wegen einer gesellschaftlich nicht anerkannten Liebschaft zu einem Ritter soll sie in das Kloster Vadstena eingesperrt worden sein. Während Ingrid im Kloster starb, war der Ausgang einer verwandten Liebesgeschichte, die Pontin in dem Buch ebenso erzählt, glücklich. Die junge Agda liebte den mittellosen Olaf und zog dadurch den Groll ihres Vaters auf sich. Zwischenzeitlich ebenfalls unfreiwillig im Kloster Vadstena lebend, gelang ihr mit Olaf die Flucht. Der Bischof von Linköping ächtete das Paar; der König selbst legitimierte die Beziehung jedoch und tanzte der Überlieferung zufolge sogar auf der Hochzeit des Paares. Diese Handlung steht auch im Zentrum von Pontins Schauspiel Agda, das Anfang 1850 im Königlichen Dramatischen Theater uraufgeführt wurde, allerdings ohne größeren Erfolg. Die Werke zeigen deutlich den Standpunkt Pontins: eine Orientierung an der – vor allem französisch beeinflussten – Romantik und eine zutiefst loyale Haltung zum Königshaus als wichtigem Garanten für soziale Stabilität.
Diese Tendenz trat auch schon in seinem Roman Lydia (1847) hervor. Eine Erzählung voller schauerromantischer Details gibt hier Anlass zu konservativ gefärbten Betrachtungen über die bestehenden gesellschaftlichen Zustände. Pontins Helden geben sich häufig, so auch in diesem Buch, einer sentimentalen Philanthropie hin, denen als Schurken bürgerliche Kapitalisten gegenübergestellt sind. Sie agieren als „rücksichtslose Ausbeuter armer Menschen, zu deren Schutz Aristokraten auftreten“.

### Soziales und politisches Engagement
Während seine literarischen Texte schnell in Vergessenheit gerieten, leistete Pontin  mit seinem sozialen und politischen Engagement teilweise Pionierarbeit. Das gilt vor allem für mehrere Schriften, in denen er die vollen bürgerlichen Rechte für die schwedischen Juden forderte. Seine Reformarbeit trug erst weit nach seinem Tod Früchte, als der Schwedische Reichstag am 16. Februar 1870 die Gleichstellung der Juden beschloss.
Parallel setzte sich Pontin stark für die entstehende Arbeiterklasse ein, so etwa in den sogenannten „Bildungszirkeln“ (bildningscirclar). Welche Motivation ihn dabei geleitet haben mag, ist umstritten. Kritische Forscher argwöhnen, Pontin habe direkt im Auftrag des Hofes gehandelt, mit dem Ziel, die Bildungsarbeit zu entpolitisieren und die Königstreue in der Arbeiterschaft zu festigen. Doch auch wenn die zeitgenössische bürgerliche Presse ihn lächerlich zu machen versuchte, war seine Vortragsarbeit zugunsten der Arbeiter durchaus bemerkenswert. Seine Reden konnten dabei von radikaler Rhetorik geprägt sein. So bezeichnete er den Industrialismus und die Frondienste der sogenannten statare (von Grundbesitzern abhängige Landarbeiter) als „weiße Sklaverei“ und empfahl den Arbeitern, sich international zusammenzuschließen. Dank seiner Initiative konnten mehrere schwedische Arbeiter die Londoner Industrieausstellung 1851 besuchen.
Dass Pontin in den Verdacht geriet, für den Hof zu agitieren, war unter anderem eine Folge seiner maßgeblichen Mitarbeit an der Zeitung Synglaset (und deren Nachfolgeorgane Nya Synglaset und Morgonbladet) ab 1850. Der schwedische Kronprinz war Miteigentümer dieser Blätter, die nach der Februarrevolution 1848 Gesellschaftsfragen aus konservativ-royalistischer Perspektive behandelten. Die Zeitungen wandten sich häufig direkt an die Arbeiterschaft, warnten sie jedoch eindringlich vor Umsturzversuchen. Als einer der ersten Redakteure in Schweden überhaupt brachte Pontin sogenannte fashionable news, also boulevardjournalistische Inhalte wie Berichterstattung von Höfbällen usw., um ein größeres Lesepublikum anzulocken.

### Tod
Auf der Rückreise von einem Besuch in Deutschland im Herbst 1852 verunglückte Constans Pontin an Bord des Dampfschiffes Lennart Torstenson. Bei stürmischer See war während der Nacht eine Ballonflasche mit Schwefelsäure (in einer anderen Quelle ist von Salzsäure die Rede) zerbrochen und die ätzende Flüssigkeit durch Fugen in die Kabine Pontins eingedrungen. Am nächsten Morgen wurde der Passagier mit Erstickungssymptomen in das Krankenhaus von Kalmar eingeliefert, wo er einen Tag darauf im Alter von 33 Jahren starb. Der überraschende Tod des streitbaren Schriftstellers und Publizisten weckte starke Anteilnahme über die Parteigrenzen hinweg.
Zu Lebzeiten und auch noch lange nach seinem Tod war der Ruf Pontins jedoch umstritten. Bewunderten manche seine „ritterliche Gesinnung“ und Vorurteilsfreiheit, betonten andere seine widersprüchlichen Meinungsäußerungen. Der Liberale Lars Johan Hierta, Gründer der Tageszeitung Aftonbladet, bezeichnete ihn als „einen unserer größten Narren“.

## Veröffentlichungen
- Förtjena judarne politiska rättigheter?, 1845 (Broschüre)
- Embetsverkens ställning till talangerna, 1846 (Schmähschrift)
- Här och der bland skandinaver och tyskar, 1846 (Reisebuch)
- Förr och nu i Vadstena, 1846 (Reisebuch)
- Äreminne öfver Erik Dahlberg, 1847 (akademische Gedenkschrift)
- Lydia, 1847 (Roman)
- Judarnes emancipation ur svensk synpunkt betraktad, 2 Hefte, 1847/48 (Broschüre)
- Februari-revolutionen i Paris och mars-imitationen i Stockholm, 1848 (Streitschrift)
- Hög och låg, 1850 (Erzählung)
- Agda, 1852 (Dramatischer Versuch in fünf Akten)